# Unione Sportiva Lecce 1989-1990
Questa voce raccoglie le informazioni riguardanti l'Unione Sportiva Lecce nelle competizioni ufficiali della stagione 1989-1990.

## Stagione
Nell'annata 1989-1990, reduce dalla prima salvezza ottenuta nel massimo campionato, il Lecce, allenato per il quarto anno consecutivo da Carlo Mazzone, si rinforzò con l'arrivo del centravanti Pietro Paolo Virdis, appena laureatosi campione d'Europa con il Milan e ingaggiato dai giallorossi battendo la concorrenza dell'Udinese. La squadra salentina confermò, inoltre, i suoi tre stranieri, gli argentini Pedro Pasculli e Juan Alberto Barbas e l'ungherese István Vincze, che ripagarono la fiducia loro concessa segnando 16 reti in campionato e 2 gol in Coppa Italia, torneo in cui il cammino dei leccesi si arrestò al secondo turno, stante l'eliminazione contro il Pescara subita ai tiri di rigore.
Nel corso del girone di andata i salentini raccolsero 14 punti, tenendosi lontani dal rischio della retrocessione. Durante la seconda parte del torneo totalizzarono l'identico punteggio, che permise di mantenere la categoria per la seconda stagione di fila, con un turno di anticipo, grazie al successo (0-2) maturato ad Ascoli Piceno contro l'Ascoli. La squadra giallorossa chiuse così il torneo in quattordicesima posizione, con un punto di vantaggio sulla retrocessa Udinese, tre sul Verona, cinque sulla Cremonese e sette sull'Ascoli.

## Divise e sponsor
Il fornitore di materiale tecnico per la stagione 1989-1990 fu Adidas, mentre lo sponsor di maglia Ponti.
| Casa | Casa (2ª versione) | Trasferta |

## Rosa
| N. |                      | Ruolo | Calciatore         |
| -- | -------------------- | ----- | ------------------ |
|    | Italia (bandiera)    | P     | Giuliano Terraneo  |
|    | Italia (bandiera)    | P     | Giordano Negretti  |
|    | Italia (bandiera)    | P     | Francesco Galati   |
|    | Italia (bandiera)    | D     | Luigi Garzya       |
|    | Italia (bandiera)    | D     | Ubaldo Righetti    |
|    | Italia (bandiera)    | D     | Gianluca Conte     |
|    | Italia (bandiera)    | D     | Roberto Miggiano   |
|    | Italia (bandiera)    | D     | Egidio Ingrosso    |
|    | Italia (bandiera)    | D     | Antonio Carannante |
|    | Italia (bandiera)    | D     | Giacomo Ferri      |
|    | Italia (bandiera)    | D     | Giuseppe Luceri    |
|    | Italia (bandiera)    | D     | Raimondo Marino    |
|    | Italia (bandiera)    | D     | Davide Mazzotta    |
|    | Argentina (bandiera) | C     | Juan Barbas (C)    |

| N. |                      | Ruolo | Calciatore           |
| -- | -------------------- | ----- | -------------------- |
|    | Italia (bandiera)    | C     | Walter Monaco        |
|    | Italia (bandiera)    | C     | Paolo Benedetti      |
|    | Italia (bandiera)    | C     | Dario Levanto        |
|    | Italia (bandiera)    | C     | Antonio Conte        |
|    | Italia (bandiera)    | C     | Francesco Moriero    |
|    | Italia (bandiera)    | C     | Tommaso De Giorgi    |
|    | Italia (bandiera)    | A     | Claudio D'Onofrio    |
|    | Italia (bandiera)    | A     | Gianni Gianfreda     |
|    | Italia (bandiera)    | A     | Pietro Paolo Virdis  |
|    | Italia (bandiera)    | A     | Alessandro Morello   |
|    | Italia (bandiera)    | A     | Ezio Panero          |
|    | Argentina (bandiera) | A     | Pedro Pablo Pasculli |
|    | Italia (bandiera)    | A     | Mimmo Renna          |
|    | Ungheria (bandiera)  | A     | István Vincze        |

## Calciomercato

### Sessione autunnale (ottobre-novembre 1989)
| Acquisti | Acquisti            | Acquisti | Acquisti     |
| R.       | Nome                | da       | Modalità     |
| -------- | ------------------- | -------- | ------------ |
| D        | Giacomo Ferri       | Torino   | definitivo   |
| D        | Raimondo Marino     | Lazio    | definitivo   |
| A        | Pietro Paolo Virdis | Milan    | definitivo   |
| D        | Antonio Carannante  | Napoli   | comproprietà |
| C        | Alessandro Morello  | Nola     | definitivo   |

| Cessioni | Cessioni                 | Cessioni | Cessioni   |
| R.       | Nome                     | a        | Modalità   |
| -------- | ------------------------ | -------- | ---------- |
| A        | Ezio Panero              | Barletta | definitivo |
| D        | Marco Baroni             | Napoli   | definitivo |
| C        | Rodolfo Vanoli           | Udinese  | definitivo |
| D        | Salvatore Antonio Nobile | Cesena   | definitivo |
| C        | Giorgio Enzo             | Torino   | definitivo |

## Risultati

### Serie A

#### Girone di andata
| Arbitro: | Beschin (Legnago) |

|                 |           |  |
| D. Fontolan 28’ | Marcatori |  |

| Arbitro: | Amendolia (Messina) |

|                          |           |                    |
| Moriero 27’ Pasculli 74’ | Marcatori | 71’ (rig.) Madonna |

| Arbitro: | Felicani (Bologna) |

|                                 |           |              |
| Klinsmann 34’ Brehme 72’ (rig.) | Marcatori | 30’ Pasculli |

| Arbitro: | Ceccarini (Livorno) |

|                                   |           |              |
| R. Marino 18’ Pasculli 34’ (rig.) | Marcatori | 50’ Esposito |

| Arbitro: | Cornieti (Forlì) |

|                               |           |  |
| Amarildo 4’, 21’ Gregucci 26’ | Marcatori |  |

| Arbitro: | Fabricatore (Roma) |

|              |           |  |
| Pasculli 10’ | Marcatori |  |

| Verona 1º ottobre 1989 7ª giornata | Verona         | 0 – 0 referto | Lecce | Stadio Marcantonio Bentegodi\| Arbitro: \| Luci (Firenze) \| |
| Arbitro:                           | Luci (Firenze) |               |       |                                                              |

| Arbitro: | Coppetelli (Tivoli) |

|            |           |  |
| Virdis 15’ | Marcatori |  |

| Arbitro: | Agnolin (Bassano del Grappa) |

|            |           |               |
| Virdis 45’ | Marcatori | 78’ G. Loseto |

| Arbitro: | Felicani (Bologna) |

|                             |           |             |
| Giannini 27’ Rizzitelli 40’ | Marcatori | 83’ Levanto |

| Arbitro: | Cornieti (Forlì) |

|                                |           |                        |
| Fusi 22’ A. Carnevale 33’, 89’ | Marcatori | 5’ Virdis 46’ A. Conte |

| Arbitro: | Coppetelli (Tivoli) |

|                                      |           |                    |
| P. Benedetti 10’ Pasculli 78’ (rig.) | Marcatori | 55’ (rig.) Dezotti |

| Arbitro: | Luci (Firenze) |

|                                   |           |  |
| Van Basten 59’ (rig.) Massaro 78’ | Marcatori |  |

| Lecce 3 dicembre 1989 14ª giornata | Lecce            | 0 – 0 referto | Sampdoria | Stadio Via del Mare\| Arbitro: \| Lanese (Messina) \| |
| Arbitro:                           | Lanese (Messina) |               |           |                                                       |

| Arbitro: | Trentalange (Torino) |

|                            |           |              |
| B. Giordano 44’ Bonini 73’ | Marcatori | 78’ Pasculli |

| Arbitro: | Pezzella (Frattamaggiore) |

|                   |           |                    |
| Destro 43’ (aut.) | Marcatori | 40’ P. Giovannelli |

| Arbitro: | Fabricatore (Roma) |

|                                           |           |  |
| Schillaci 27’, 90’ De Agostini 79’ (rig.) | Marcatori |  |

#### Girone di ritorno
| Arbitro: | Frigerio (Milano) |

|                            |           |                 |
| Barbas 9’ P. Benedetti 14’ | Marcatori | 86’ D. Fontolan |

| Arbitro: | Stafoggia (Pesaro) |

|                                 |           |           |
| Madonna 44’ (rig.) Bonacina 65’ | Marcatori | 9’ Barbas |

| Lecce 17 gennaio 1990 20ª giornata | Lecce               | 0 – 0 referto | Inter | Stadio Via del Mare\| Arbitro: \| Lo Bello (Siracusa) \| |
| Arbitro:                           | Lo Bello (Siracusa) |               |       |                                                          |

| Arbitro: | Trentalange (Torino) |

|                                                  |           |  |
| Djukic 6’ M. Agostini 30’, 36’ (rig.) Nobile 85’ | Marcatori |  |

| Lecce 28 gennaio 1990 22ª giornata | Lecce           | 0 – 0 referto | Lazio | Stadio Via del Mare\| Arbitro: \| Magni (Bergamo) \| |
| Arbitro:                           | Magni (Bergamo) |               |       |                                                      |

| Arbitro: | Pezzella (Frattamaggiore) |

|                                    |           |                   |
| De Vitis 19’ (rig.), 66’ Balbo 45’ | Marcatori | 39’ (rig.) Virdis |

| Arbitro: | Frigerio (Milano) |

|                  |           |  |
| P. Benedetti 73’ | Marcatori |  |

| Arbitro: | F. Baldas (Trieste) |

|                                                 |           |  |
| Nappi 17’ Baggio 80’ (rig.) G. Ferri 85’ (aut.) | Marcatori |  |

| Arbitro: | Lo Bello (Siracusa) |

|  |           |            |
|  | Marcatori | 23’ Vincze |

| Arbitro: | Beschin (Legnago) |

|  |           |                       |
|  | Marcatori | 7’ Gerolin 13’ Völler |

| Arbitro: | Pairetto (Torino) |

|              |           |                  |
| Pasculli 68’ | Marcatori | 54’ A. Carnevale |

| Arbitro: | D'Elia (Salerno) |

|           |           |              |
| Neffa 22’ | Marcatori | 26’ Pasculli |

| Arbitro: | Lo Bello (Siracusa) |

|                 |           |                              |
| P. Benedetti 6’ | Marcatori | 34’ F. Baresi 58’ Van Basten |

| Arbitro: | Magni (Bergamo) |

|             |           |  |
| Carboni 25’ | Marcatori |  |

| Arbitro: | Pairetto (Torino) |

|                   |           |  |
| Vincze 25’ (rig.) | Marcatori |  |

| Arbitro: | Guidi (Bologna) |

|  |           |                 |
|  | Marcatori | 67’, 76’ Barbas |

| Arbitro: | Boggi (Salerno) |

|                         |           |                                             |
| Pasculli 74’ Vincze 89’ | Marcatori | 32’ Schillaci 55’ Zavarov 75’ (aut.) Garzja |

### Coppa Italia

#### Fase eliminatoria
| Arbitro: | Monni (Sassari) |

|                   |           |  |
| Pasculli 21’, 62’ | Marcatori |  |

| Arbitro: | Luci (Firenze) |

|                                    |                      |                              |
| Gasperini 76’                      | Marcatori            | 4’ Moriero                   |
| Longhi Gasperini De Trizio Rizzolo | Tiri di rigore 4 – 1 | Righetti Barbas P. Benedetti |

## Statistiche

### Statistiche di squadra
Statistiche aggiornate al 29 aprile 1990.
| Competizione | Punti | In casa | In casa | In casa | In casa | In casa | In casa | In trasferta | In trasferta | In trasferta | In trasferta | In trasferta | In trasferta | Totale | Totale | Totale | Totale | Totale | Totale | DR  |
| Competizione | Punti | G       | V       | N       | P       | Gf      | Gs      | G            | V            | N            | P            | Gf           | Gs           | G      | V      | N      | P      | Gf     | Gs     | DR  |
| ------------ | ----- | ------- | ------- | ------- | ------- | ------- | ------- | ------------ | ------------ | ------------ | ------------ | ------------ | ------------ | ------ | ------ | ------ | ------ | ------ | ------ | --- |
| Serie A      | 28    | 17      | 8       | 6       | 3       | 18      | 14      | 17           | 2            | 2            | 13           | 11           | 32           | 34     | 10     | 8      | 16     | 29     | 46     | −17 |
| Coppa Italia |       | 1       | 1       | 0       | 0       | 2       | 0       | 1            | 0            | 1            | 0            | 1            | 1            | 2      | 1      | 1      | 0      | 3      | 1      | +2  |
| Totale       |       | 18      | 9       | 6       | 3       | 20      | 14      | 18           | 2            | 3            | 13           | 18           | 33           | 36     | 11     | 9      | 16     | 32     | 47     | −15 |

### Statistiche dei giocatori
| Giocatore     | Serie A  | Serie A | Serie A     | Serie A    | Coppa Italia | Coppa Italia | Coppa Italia | Coppa Italia | Totale   | Totale | Totale      | Totale     |
| Giocatore     | Presenze | Reti    | Ammonizioni | Espulsioni | Presenze     | Reti         | Ammonizioni  | Espulsioni   | Presenze | Reti   | Ammonizioni | Espulsioni |
| ------------- | -------- | ------- | ----------- | ---------- | ------------ | ------------ | ------------ | ------------ | -------- | ------ | ----------- | ---------- |
| J. Barbas     | 26       | 4       | ?           | ?          | 2            | 0            | ?            | ?            | 28       | 4      | ?           | ?          |
| P. Benedetti  | 32       | 4       | ?           | ?          | 2            | 0            | ?            | ?            | 34       | 4      | ?           | ?          |
| A. Carannante | 28       | 0       | ?           | ?          | 2            | 0            | ?            | ?            | 30       | 0      | ?           | ?          |
| A. Conte      | 28       | 1       | ?           | ?          | 1            | 0            | ?            | ?            | 29       | 1      | ?           | ?          |
| C. D'Onofrio  | 3        | 0       | ?           | ?          | -            | -            | -            | -            | 3        | 0      | 0+          | 0+         |
| G. Ferri (I)  | 22       | 0       | ?           | ?          | -            | -            | -            | -            | 22       | 0      | 0+          | 0+         |
| L. Garzya     | 33       | 0       | ?           | ?          | 2            | 0            | ?            | ?            | 35       | 0      | ?           | ?          |
| E. Ingrosso   | 2        | 0       | ?           | ?          | -            | -            | -            | -            | 2        | 0      | 0+          | 0+         |
| D. Levanto    | 30       | 1       | ?           | ?          | 2            | 0            | ?            | ?            | 32       | 1      | ?           | ?          |
| G. Luceri     | 3        | 0       | ?           | ?          | -            | -            | -            | -            | 3        | 0      | 0+          | 0+         |
| R. Marino     | 31       | 1       | ?           | ?          | 2            | 0            | ?            | ?            | 33       | 1      | ?           | ?          |
| R. Miggiano   | 11       | 0       | ?           | ?          | 1            | 0            | ?            | ?            | 12       | 0      | ?           | ?          |
| W. Monaco     | 7        | 0       | ?           | ?          | 2            | 0            | ?            | ?            | 9        | 0      | ?           | ?          |
| A. Morello    | 1        | 0       | ?           | ?          | -            | -            | -            | -            | 1        | 0      | 0+          | 0+         |
| F. Moriero    | 29       | 1       | ?           | ?          | 1            | 1            | ?            | ?            | 30       | 2      | ?           | ?          |
| G. Negretti   | 1        | -1      | ?           | ?          | -            | -            | -            | -            | 1        | -1     | 0+          | 0+         |
| P. Pasculli   | 33       | 9       | ?           | ?          | 2            | 2            | ?            | ?            | 35       | 11     | ?           | ?          |
| U. Righetti   | 26       | 0       | ?           | ?          | 2            | 0            | ?            | ?            | 28       | 0      | ?           | ?          |
| G. Terraneo   | 34       | -45     | ?           | ?          | 2            | -1           | ?            | ?            | 36       | -46    | ?           | ?          |
| I. Vincze     | 28       | 3       | ?           | ?          | 2            | 0            | ?            | ?            | 30       | 3      | ?           | ?          |
| P. Virdis     | 25       | 4       | ?           | ?          | -            | -            | -            | -            | 25       | 4      | 0+          | 0+         |